# Marius Guindon
Marius Guindon, nacido el 18 de octubre de 1831 en Marsella y fallecido en 1918 , fue un pintor y escultor francés.

## Datos biográficos
Uno de los más brillantes alumnos de Émile Loubon prosiguió su formación en Roma y a partir de 1879 se convirtió en profesor de la escuela de Bellas Artes de Marsella durante más de cuarenta años. Cuando Émile Loubon falleció en 1863, Marius Guidon ejecutó en un bloque de mármol ofrecido por Jules Cantini el busto de su maestro, que se colocó sobre su tumba en el cimetière Saint-Pierre en Marsella.
Expuso sus pinturas en el Salón de 1855 a 1914. En la escalera de Honor del Musée des Beaux-Arts del Palais Longchamp en Marsella, realizó por encargo del arquitecto Henri-Jacques Espérandieu tres grupos de infantes portando las bandas dedicadas a los hermanos Imbert, a Parrocel y a Aubert. En 1864 realizó los atlantes que decoran un gran edificio, obra del arquitecto Condamain, situado en el alto de la Canebière en Marseille, en el número 104. Realizó también el busto de Augusto para la fachada del Palais des Arts de Marsella, antigua biblioteca y escuela de Bellas Artes.
Fue fundador, con su mujer Eugénie , igualmente pintora , del museo de Cassis, haciendo donación a la villa de 47 telas. En el museo de Beaux-Arts de Marsella están expuestas las siguientes obras : La llegada de los pescadores, La invasión, Retrato de Mme Guindon y Figura de la Farnesina.

## Obras
Entre las mejores y más conocidas obras de Marius Guindon se incluyen las siguientes:

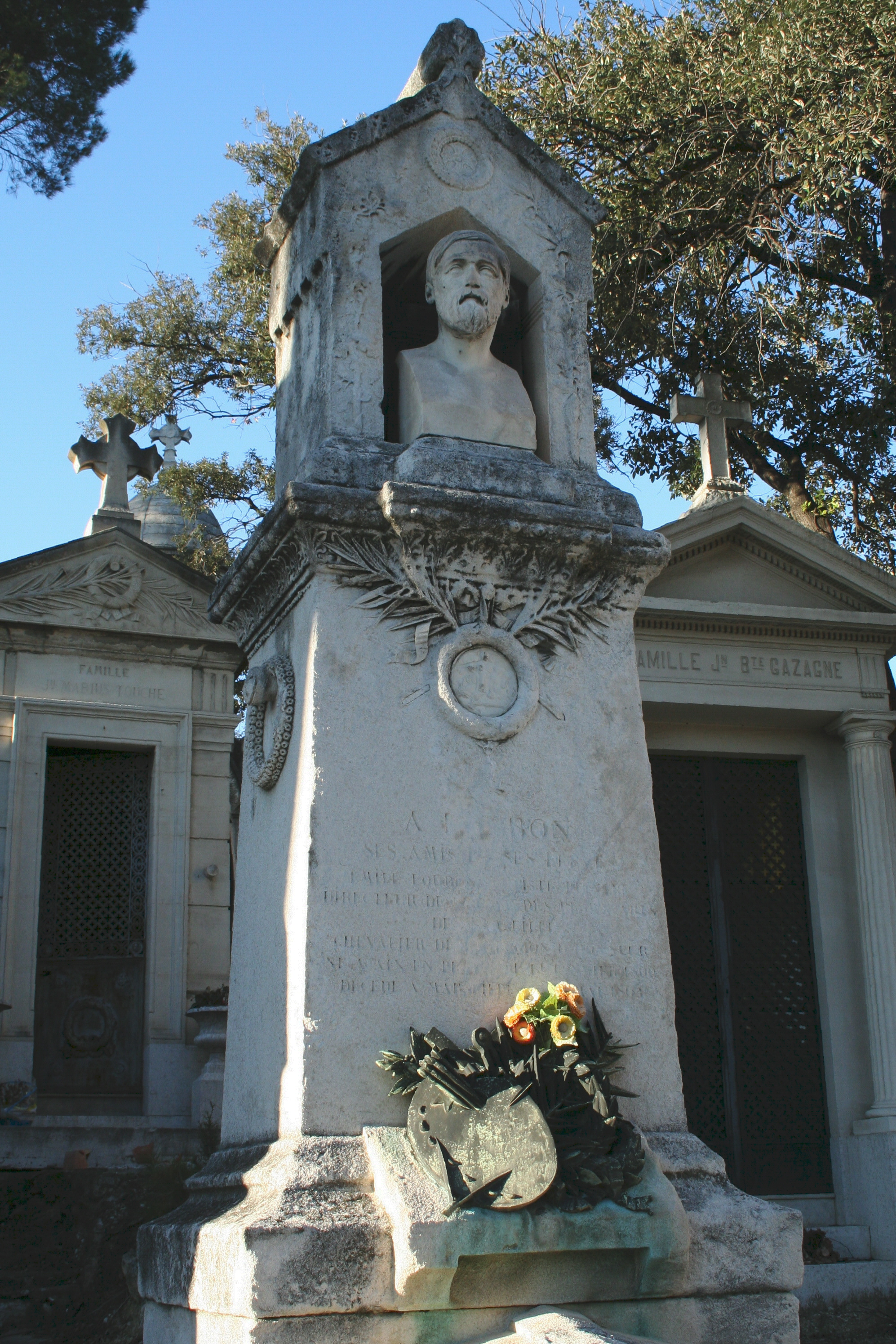
Busto de Émile Loubon.
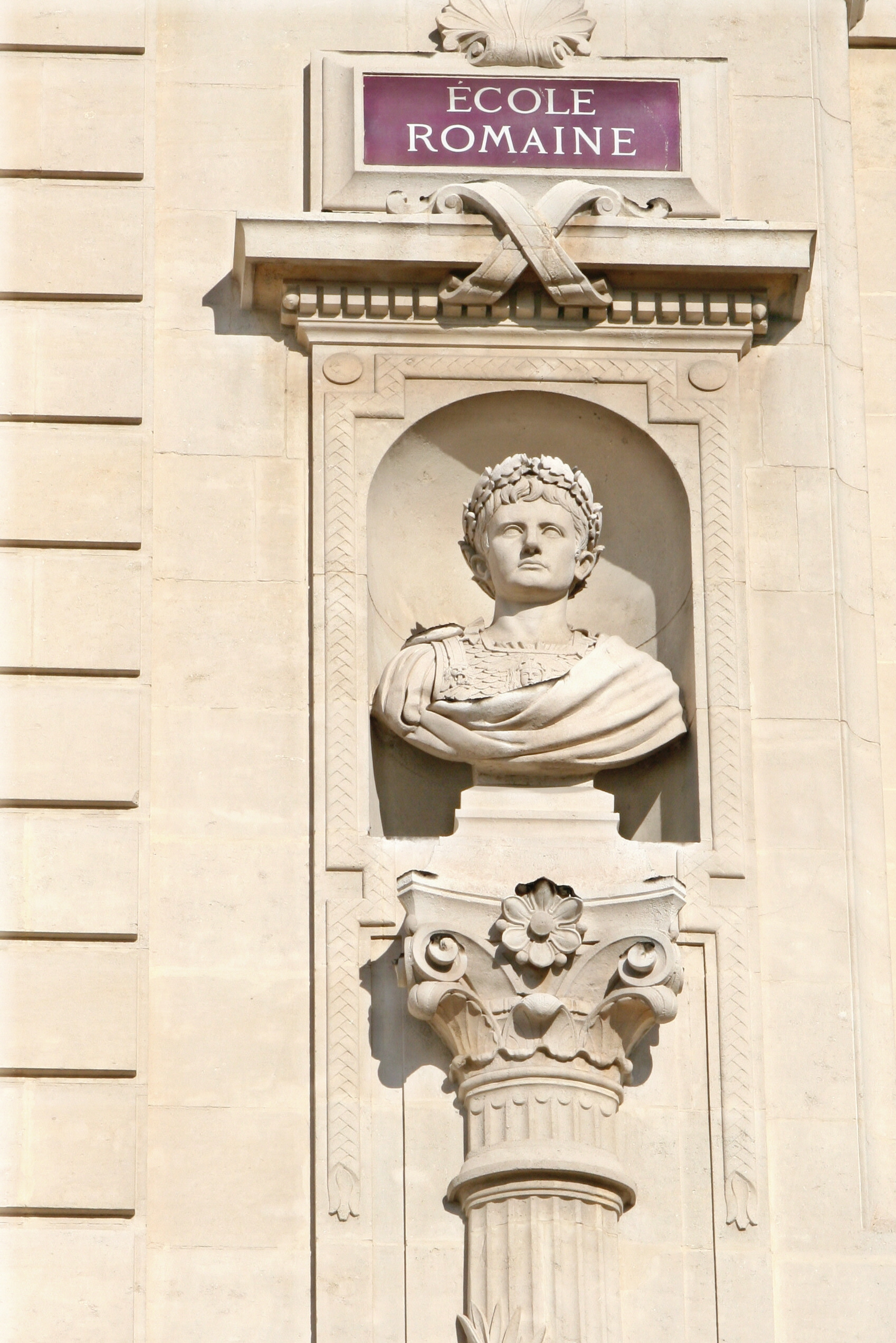
Busto de Auguste Fachada del Palais des Arts.
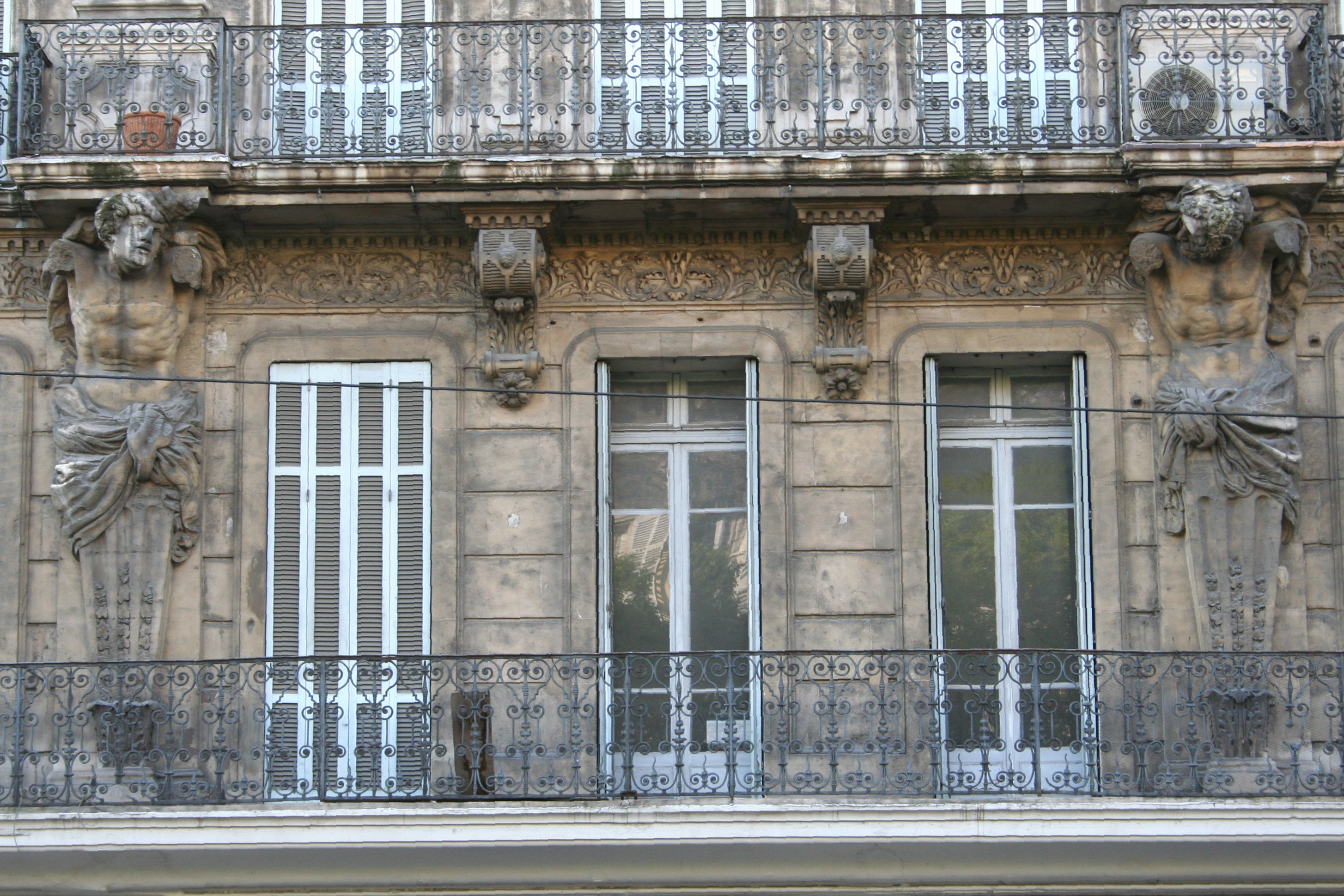
Atlantes Canebière Marsella.

(pinchar sobre la imagen para agrandar) 